# IC 418
IC 418 (znana również jako Mgławica Spirograf) – mgławica planetarna znajdująca się w konstelacji Zająca. Została odkryta przez Williaminę Fleming 26 marca 1891 roku. IC 418 znajduje się w odległości około 2000 lat świetlnych od Ziemi i rozciąga na obszarze 0,3 roku świetlnego. Centralna gwiazda tej mgławicy nosi oznaczenie HD 35914.
Nazwa Mgławica Spirograf została nadana tej mgławicy ze względu na podobieństwo do figur powstających przy użyciu spirografu – cyklicznego narzędzia rysującego. Mgławica posiada wyjątkową strukturę, której pochodzenie nie zostało jeszcze wyjaśnione. Prawdopodobnie jest ona związana z chaotycznym wiatrem pochodzącym od centralnej gwiazdy zmiennej, która w nieprzewidywalny sposób zmienia swoją jasność w okresie zaledwie kilku godzin. Z przeprowadzonych badań wynika, że kilka milionów lat temu IC 418 tworzyła gwiazda podobna do Słońca. Kilka tysięcy lat później w wyniku ewolucji gwiazda ta stała się czerwonym olbrzymem. Wyczerpywanie się paliwa jądrowego doprowadziło do odrzucenia zewnętrznych warstw gwiazdy i powstania mgławicy planetarnej. Centralnym obiektem mgławicy jest gorące jądro, które w przyszłości stanie się białym karłem. Świecenie atomów otaczających mgławicę jest spowodowane przez promieniowanie pochodzące z jądra IC 418.